# 巴讷贡
巴讷贡（法語：Bannegon，法語發音：[banɡɔ̃]）是法国谢尔省的一个市镇，位于该省东南部，属于圣阿芒蒙龙区。

## 地理
巴讷贡（46°48'4"N, 2°42'50"E）面积21.08 平方千米，位于法国中央-卢瓦尔河谷大区谢尔省，该省份为法国中部省份，北起卢瓦雷省，西接卢瓦-谢尔省和安德尔省，南至克勒兹省，东南接阿列省，东临涅夫勒省。
与巴讷贡接壤的市镇（或旧市镇、城区）包括：贝赛勒弗罗芒塔勒、沙利瓦米隆、肖蒙、讷伊昂丹、托米耶、韦尔奈。

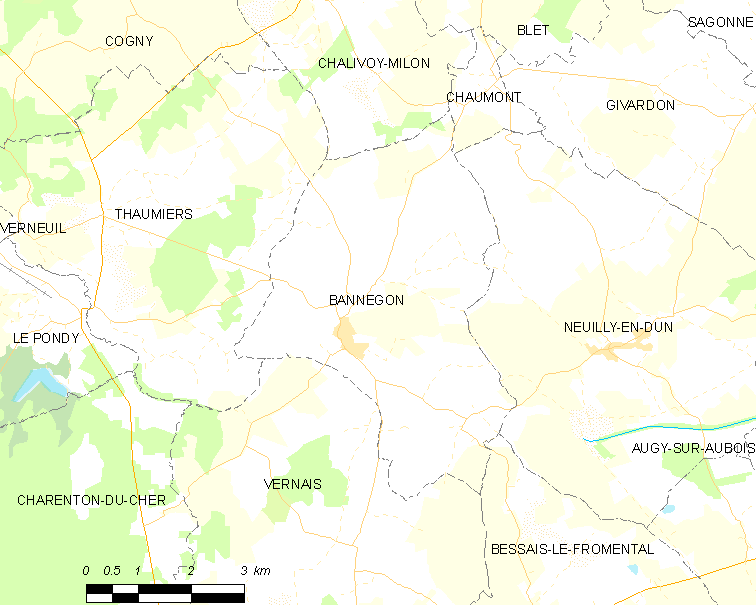
巴讷贡的OSM定位图

巴讷贡的时区为UTC+01:00、UTC+02:00（夏令时）。

## 行政
巴讷贡的邮政编码为18210，INSEE市镇编码为18021。

## 政治
巴讷贡所属的省级选区为欧龙河畔丹县。

## 人口

1962-2008年间巴讷贡人口变化图示

巴讷贡于2022年1月1日时的人口数量为246人。